# Белозем
Белозèм е село в Южна България. То се намира в община Раковски, област Пловдив. Белозем е 12-то село в България и третото в Пловдивска област по население с настоящ адрес към 15.9.2022 г. 

## География
Белозем е разположен на 30 км от град Пловдив, в Горнотракийската низина, с изключително плодородни почви. Селото има връзка с автомагистрала „Тракия“. Разположено е на железопътна линия № 8 Пловдив – Бургас.
Землището на селото на югоизток достига до река Марица, а през селото преминава река Сребра. В околностите на селото има два карстови извора Сатма бунар и Чирпан бунар.

## Наименования
Първото наименование на селото е Герен, което на български означава бяло място. През 1914 г. то е преименувано на Белозем.

## История
Около селото се намират 20-ина могили. В началото на XX в. братята-чехи Херман и Карел Шкорпил са описали 18 от тях. През пролетта на 1922 г. българският учен Борис Дякович намира два мраморни барелефа с изображения на трите нимфи в група със Зевс и Хера. Те са открити насред полето в малко кладенче, вероятно използвано в древността като светилище. През следващата година, под ръководството на председателя на Пловдивското археологическо дружество Александър Пеев са правени разкопки.
През 1975 г. е разкопана голяма селищна могила край Белозем. Тя отстои на около 4 км северно от селищната могила Малтепе, отбелязана преди повече от век от братята Шкорпил. Тя е известна за местните хора като Тилки тепе (Лисича могила). Тя е с диаметър при основата 300 м и височина близо 8 м. По мнение на специалистите праисторическото селище тук е възникнало преди повече от 7 хил. год. В близост до него са карстовите извори Сатма бунар и Чирпан бунар.
По време на Римската империя, на 2 км южно от селото е минавал пътят Виа Милитарис, свързващ Западната и Източната римска империя. Пътят е известен на местните хора като Друма. Посока на изток на около 2 км. се намира крепостната могила Асаелъка. Там се е помещавала станция за смяна на коне и охрана на пътя.
Освен българи и турци в района на Белозем са живели и татари, за което свидетелства наименованието на една от могилите Татар мезар (татарско гробище). През 1845 г. пловдивския католически епископ Андреа Канова, с личното си посредничество пред турските власти и с попечителство си над всяка от извършваните сделки за закупуване на земи от изселващите се турци, улеснява преселването на жители от село Калъчлий в Белозем. Така започва да се формира католическа колония в селото.
През 1845 г. в селото е организирано първото килийно училище, а десет години по-късно започва строеж на два храма - православен и католически, които са завършени за две години и скоро след това осветени.
Селото е пример за добро съжителство на две разновидности на християнската религия – източноправославна и католическа. На 1 януари 1908 г. в Белозем е имало 305 православни и 108 католически семейства. Като население съответно е 2435 и 602 души или общо 3038. През 1909 г. в селото е организирано и първото читалище.
Абсолютно всички (малко по-малко от 1200) сгради в село Белозем са били разрушени или засегнати от Чирпанското земетресение през 1928 г. От 513 семейства, държавата осигурява временен подслон за 423 семейства, поради това че техните домове са разрушени или не са безопасни за живеене. През 1928 г. католическият свещеник отец Козма Гюлов публикува във в-к „Истина“ статията „Религиозно-исторически бележки за село Белозем“.
През 2013 г. до селото е построен православен параклис „Рождество Богородично“. През 2020 г. е издадена книгата „Белоземски хроники“ с автори Матей Марков и Евдокия Пенкова. Kраеведът Матей Марков събира исторически данни, факти и сведения от 1972 г. Историчката Евдокия Пенкова, негова племенница, систематизира и редактира събраните факти.

## Икономика
Гарата в селото е единствената жп гара в община Раковски. На гарата спират влаковете в направленията: София – Пловдив – Чирпан - Нова Загора - Ямбол - Бургас (Варна), Стара Загора - Християново – Свобода - Пловдив .
През 2003 г. е пусната в експлоатация рафинерията на „Инса Ойл” в селото. През октомври 2019 г. е пуснат в експлоатация пешеходен надлез с предпазна решетъчна ограда около него, който е оборудван с асансьор позволяващ вместване на количка за лице с двигателни особености, предназначен за безопасно пешеходно минаване над жп линия .

## Редовни събития
- Всяка година през месец септември се състои събор – родова среща. Съборът трае 3 дни – последните петък, събота и неделя на месеца и е най-значимото и масово посетено събитие в рамките на селото.

- През 2005 г. Белозем е обявено за европейско селище на белия щъркел и оттогава всяка година в селото се празнува ден на белия щъркел. Около 17 двойки щъркели гнездят на ОУ „Гео Милев“, 3 двойки на православния храм „Свети Георги Победоносец“.

- Всяка година през лятото в село Белозем се състои Международен християнски фестивал Белозем. Това е католически фестивал, на който се събират деца на католически семейства от цялата страна да възпяват и възхваляват Бог. Ежегодно гостуват хора от страни като Италия, Франция, Полша и САЩ. Често участва италианският рок певец Роберто Биниоли. Главната част от фестивала е вечерният концерт в амфитеатъра на енорията „Свети Франциск“.

- От 2009 г. на летателна площадка AirBELOZEM ежегодно се провежда Авиофест Белозем и други авиационни турнири.

- Всяка година се провежда турнир по белот.

## Паметници и забележителности
- Паметник на 76 загинали от селото в Балканските войни и в Първата световна война. На паметника има плоча за загиналите при земетресението през април 1928 г. Паметникът е изграден по проект на майстор Петър Ив. Малфати от Пловдив със средства, дарени от белоземеца Александър Йозов Стамболийски.[5]
- Католическа църква „Свети Франциск от Асизи“
- Православна църква „Свети мъченик Георги Победоносец“
- Паметник на цигуларя Иван Михов, открит на 1 ноември 2022 г. Монументът е от бронз, тежи около 200 кг и е дело на скулптора Иван Тотев.[6]

- Народно читалище „Просвета – 1909“
- Паметник на загинали в Балканските войни и в Първата световна война
- Медицински център Св. Елисавета

- Православна църква „Свети мъченик Георги Победоносец“
- Православен параклис „Рождество Богородично“
- Католическа църква „Свети Франциск от Асизи“
- Професионална гимназия по селско стопанство
- Основно училище „Гео Милев“
- Гара Белозем

## Личности
Родени в Белозем
- Димитър Петев, български революционер от ВМОРО, четник на Иван Наумов Алябака[7]
- Тодор Неделев (роден 1993), футболист.
- Франц Коков (1963 – 2008), кмет на община Раковски
- Веселин Щерев (1957) - български гребeц, състезавал се в осемте състезания за мъже на Летните олимпийски игри през 1980 г.
- Иван Михов (1936 – 2016), цигулар
- Атанас Натев (1929 – 1998), философ и изкуствовед, професор
- Михаил Марков (1923 - 1951), политик
- Георги Атанасов (1874 – 1951), художник
- Пею Георгиев Ганев (Кюркчията) (1780 – 1867) - пловдивски еснаф

## Други
Край село Белозем се намира влажна зона „Кисимови дупки“. През 2009 г. Федерация на природозащитни сдружения „Зелени Балкани“ определя „Кисимови дупки“ за влажна зона с местообитания на биологични видове, защитени от Закона за биологичното разнообразие на Република България, Директива 79/409/EEC, Директива 92/43/EEC и Рамсарската конвенция. Със своето богато биологично разнообразие и редки видове животни, Влажна зона Кисимови дупки е известна дестинация за фотолов.